# Famosa (empresa)
Fábricas Monterrey, S.A. de C.V., más conocida por su acrónimo FAMOSA, es una empresa mexicana fabricante de cierres herméticos y latas de aluminio, fundada en el año 1920 y teniendo como su sede la ciudad de Monterrey, Nuevo León, México. También cuenta con plantas en Ensenada, Baja California y Toluca, Estado de México. Su portafolio de clientes se extiende por toda Latinoamérica, incluyendo el Caribe.

## Historia
El 30 de marzo de 1920 se instala para el departamento de envasado de la Cervecería Cuauhtémoc, S.A. una línea de fabricación de corcholata para abastecerla con una sola troqueladora y 26 empleados.
Al crecer el departamento de troquelado el consejo de administración de Cervecería Cuauhtémoc decide cambiar el embalaje de sus productos de cajas de madera a cartón corrugado, instalando una planta que aportó cajas enconómicas y generó ventas de cartón a otros clientes, el 14 de agosto de 1929, se agrega también la elaboración de malta, por lo que ese mismo año se organiza la empresa Fábricas Monterrey, S. A. que agruparía todas las actividades que no tenían relación con la elaboración de cerveza.
En 1936, Fábricas Monterrey se reestructura cambiando su razón social y giro principal a Malta, S.A., mientras que se organiza una nueva empresa que agrupó todo lo relacionado con la elaboración de empaques metálicos bajo el nombre Fábricas Monterrey, S.A. que se tomó de la antigua fábrica, otorgándole la Cervecería Cuauhtémoc 7,000 m² para su instalación, de la misma manera se separa el departamento de cartón corrugado constituyendo la empresa Empaques de Cartón Titán, S.A. en 21,000 m² contiguos a FAMOSA. Debido a la dificultad para obtener lámina de los Estados Unidos por el desarrollo de la Segunda Guerra Mundial Jesús Sada Muguerza, José Muguerza, Antonio Muguerza, Roberto Garza Sada, Roberto Garza Sada Jr. y Eugenio Garza Sada constituyen en 1942 la compañía Hojalata y Lámina, S. A., empresa que se convirtió en proveedora principal de FAMOSA.
En 1959 abre sus puertas la planta en Ensenada, Baja California, dedicada a fabricar bote cervecero para satisfacer las necesidades de Cervecería Cuauhtémoc. Ocho años más tarde, FAMOSA establecería una planta más en Toluca, Edo. de México.
El 11 de enero de 2010, Fábricas de Monterrey fue adquirida por la compañía cervecera holandesa Heineken.
En anuncio emitido por Heineken International se informa que la filial de empaque es vendida a Crown Holdings por 1 200 millones de dólares.

## Productos

### Hermetapas
Comúnmente denominadas "fichas" o "corcholatas". Cuentan con 26 mm de diámetro y son fabricadas de  acero cromado y estañado.

### Tapa de aluminio (ecológica)
Denominada "ecológica" por estar hecha de aluminio (100% reciclable) y porque su lengüeta y anillo permanecen en la tapa aún después de abierta la tapa.

### Casquillo de aluminio
Se utiliza tecnología de punta para su fabricación (SACMI) soportada en un sello moldeado en el interior de la tapa, que asegura consistencia en la hermeticidad y funcionalidad del producto. Sus dimensiones son 28 x 15 mm.

### Lata de aluminio
FAMOSA produce principalmente latas de 12oz y 16oz.

## Reconocimientos y premios
- Premio Nacional de Calidad (2000)
- Proveedor Confiable por Servicio y Calidad de Unilever de México (1998-2000)
- Premio "Gold Supplier" por 4 años consecutivos de Coors Brewing.
- Supplier of the Year Coors Brewing (2002)
- World Class Performance, Ball Corporation (1998,1999,2001 y 2003)
- Premio "Partners in Excellence" de Miller Brewing Co. por 11 años consecutivos (1995-2007)